# Illusion of Time
Illusion of Time, ou Illusion of Gaïa (ガイア幻想紀, Gaia Gensouki) au Japon et en Amérique du Nord, est un jeu vidéo de type action-RPG sur Super Nintendo développé par Quintet et édité par Enix en 1993 au Japon et Nintendo aux États-Unis en 1994 et en 1995 en France,,,,,,,,,,,,,. L'histoire a été écrite par la romancière Mariko Ōhara, le design des personnages a été réalisé par la célèbre mangaka Moto Hagio, et la musique est de Yasuhiro Kawasaki, qui a également composé celles de plusieurs jeux Takara et Tomy.

## Trame

### Histoire
Paul est un jeune orphelin qui grandit auprès de ses grands-parents Lola et Basile dans la ville de Cap Sud. Son père Octave, aventurier, est décédé lors d'un voyage pour découvrir les secrets de la Tour Pandémone. Paul, présent lors de cette expédition alors qu'il est jeune enfant, est mystérieusement arrivé à rentrer dans sa ville natale, sans se rappeler comment.
Un jour à l'école, Paul découvre un portail dimensionnel où il rencontre Gaïa, esprit de la Terre qui lui explique qu'il est l'élu, devant partir parcourir le monde pour empêcher une comète d'apporter la désolation sur Terre. Pour ce faire, il doit chercher les statues Hexade et a à disposition différents pouvoirs et métamorphoses. Il retrouve plus tard ses amis Luc, Jonas et Eric dans une grotte et leur montre son pouvoir de télékinésie, qu'il canalise grâce à sa flûte, seul souvenir de son père qu'il a ramenée de l'expédition. En rentrant chez lui, il découvre qu'un cochon, Hamlet, a mis sa maison en désordre. Il rencontre alors la princesse Flora, maîtresse d'Hamlet, qui voulait découvrir la vie hors du château. Des soldats royaux la retrouvent immédiatement et la ramènent de force.
Le lendemain, Paul reçoit une lettre du roi Edmond, le père de Flora, le sommant de ramener la bague azur que son père aurait trouvé pendant son expédition. Malgré ses recherches, Paul n'arrive pas à trouver cette bague, et se fait emprisonner par le roi, qui pense que Paul lui ment. Dans le cachot, l'esprit d'Octave, caché dans la flûte, communique avec Paul. Ce dernier est libéré par Hamlet qui lui ramène la clé du cachot. Lors de sa fuite, il fait la connaissance d'une jeune fille, Lily, qui peut se transformer en fleur, et va chercher Flora avant de repartir en ville. Paul trouve alors sa maison saccagée par un tueur professionnel, le Chacal, engagé par le roi. Heureusement, Lily a dissimulé Basile et Lola dans sa ville natale, Itoryville, invisible aux inconnus. Paul y retrouve ses grands-parents et rencontre également Mentor, le maître de Lily, qui lui demande d'aller visiter les ruines. Il commence alors par les ruines maya et y récupère la première des statues Hexade.
Paul se retrouve alors sur un navire d'or, peuplé de Mayas. Pris de fatigue, il s'endort et rencontre dans son rêve sa mère Sandra qui lui parle de sa destinée. À son réveil, le navire n'est qu'une épave remplie de cadavres, où Paul retrouve ses amis qui l'avaient suivi depuis Cap Sud. Voyant la reine momifiée ayant à son doigt une superbe bague, Flora la dérobe et provoque une malédiction sous la forme d'une baleine qui coule le navire et avale Jonas. Paul dérive sur un radeau de fortune avec Flora durant une vingtaine de jours, jusqu'à rejoindre Freesia.
Freesia est une belle ville, mais avec des allées sombres rengorgeants de malfrats. Là-bas, il retrouve Luc, devenu amnésique, et Éric, prisonnier d'un esclavagiste. En délivrant un esclave dans les mines grâce aux conseils d'Éric, Paul apprend une mélodie capable de faire retrouver sa mémoire à Luc. Ils partent ensuite tous ensemble rendre visite à Nico, le cousin inventeur de Paul, qui les amène aux plaines Nazca. Paul  y trouve un téléporteur pour Celesto, un jardin volant à double face, où il récupère une statue Hexade. Celesto s'effondre et Paul atterrit sur l'avion de Nico qui tombe malheureusement en panne en plein vol.
En s'écrasant au milieu de l'océan, Paul trouve le chemin du continent perdu de Mû où il récupère une nouvelle statue Hexade et retrouve ses compagnons. Le groupe se rend à la ville troglodyte de Séraphine, où Jonas leur apprend qu'il a fusionné avec la baleine et où Flora fait un dernier caprice : elle se fait peindre le portrait par Degas, et se retrouve prisonnière de la toile. Après avoir été délivrée par Paul, elle promet de devenir plus mature et de ne plus aller à l'encontre des décisions du groupe, qui reprend son chemin.
À Aquaville, une ville sur pilotis, Luc est persuadé d'avoir retrouvé son père, lui aussi disparu pendant l'expédition d'Octave. Le groupe fête ensuite l'anniversaire de Lily. Dans la soirée, Luc avoue ses sentiments à Lily qui, embarrassée, se métamorphose en fleur et s'enfuit. Gêné, Luc décide d'aller aider son père en lui cherchant un remède dans la Grande Muraille. Paul s'y rend alors pour le sauver et récupère ainsi la quatrième statue Hexade. Lily avoue ses sentiments à Luc, et ils décident de s'installer tous les deux à Aquaville pour fonder un foyer et veiller sur le père de Luc.
La troupe arrive à Prospéra, ville natale de Nico, qui est dirigée par ses parents. Grâce à Paul, le groupe découvre que les vrais parents de Nico sont décédés et que des Sélénas (morts-vivants) ont pris leur apparence. Revenu à la raison, Nico accepte son destin et reprend les rênes de la ville pour lutter contre  l'esclavage qui a permis à la ville d'être prospère. Il ramène aussi Hamlet à la troupe, qui continue son voyage.
À Autochtoville, Paul, Flora et Eric sont capturés par des autchtones mourant de faim. Alors qu'ils s'apprêtent à les tuer pour les manger, Hamlet se sacrifie et y fait apparaître de nouveau l'esprit de Sandra. Paul se dirige alors dans le temple d'Angkor pour trouver un remède à la malédiction qui frappe le village. Il apprend que la comète est une ancienne arme utilisée lors d'une guerre passée, qui ralentit le progrès technique sur Terre. Plus tard, dans une pyramide, le Chacal parvient enfin à retrouver Paul, qui le brûle grâce à un mécanisme des statues de la pièce déclenchée par la mélodie que lui appris Lily. Paul et Flora s'attristent d'avoir eu à tuer un humain, mais continuent leur route et récupèrent la cinquième des statues Hexade.
Paul peut maintenant visiter la tour Pandémone. Il découvre par accident que sa flûte dissimulait la bague azur convoitée, jumelle de celle dérobée par Flora sur le bateau maya. Après avoir obtenu la dernière statue Hexade, Paul et Flora se retrouvent et, grâce au pouvoir des statues Hexade, fusionnent et s'envolent pour combattre la comète.
Après l'avoir vaincue, ils se dirigent sur Terre, conscients qu'ils vont perdre tout souvenir de l'aventure et ne se reverront peut-être plus jamais, et se font leurs adieux. Le développement technologique du monde, qui était freiné par la comète, reprend son cours. Paul se retrouve alors catapulté au vingtième siècle, à l'école, où il retrouve à la sortie ses amis Luc, Eric, Jonas et Flora.

### Personnages
- Paul

Paul est un orphelin. Fils de l'explorateur Octave et de Sandra, il survécut, alors qu'il était tout petit, à une expédition qui fut fatale à son père et réussit à retourner dans sa ville natale sans savoir comment. Il hérita alors de la flûte de son père et grandit par la suite à Cap Sud auprès de ses deux grands-parents. Étant l'élu devant sauver le monde de la comète s'approchant de la Terre, il est le seul à pouvoir voir les portes de Gaïa et possède des pouvoirs de télékinésie et de métamorphose. Il part à l'aventure après avoir été emprisonné par le roi et avoir discuté avec l'esprit de son père, contenu dans sa flûte.
- Luc

Luc est un ami de Paul qui a lui aussi perdu son père lors de l'expédition d'Octave. Après le naufrage du bateau maya, Luc se retrouve à Freesia, amnésique, mais sera guéri par Paul grâce à la Mélodie de la Mémoire. À Aquaville, il retrouve son père amnésique et déclare son amour pour Lily, qui prend peur et s'enfuit. Il part ensuite à la Grande Muraille pour trouver un remède pour son père. Finalement, Lily et Luc s'installent ensemble à Aquaville pour veiller sur le père de Luc et laissent le groupe continuer sa route.
- Éric

Éric est un ami de Paul et le cadet de l'équipe. Il est le moins courageux mais suit Paul pendant presque toute son aventure, avant d'être obligé de rentrer à Cap Sud. Il est enlevé à Freesia par des esclavagistes en voulant aider Luc, mais guide Paul vers la mine diamantée où un esclave connaît la Mélodie de la Mémoire. Plusieurs fois dans le jeu, il a peur d'aller aux toilettes tout seul.
- Jonas

Jonas est un ami très intelligent de Paul, qui ne cesse de lui donner des explications sur ses pouvoirs. Il est le premier à disparaître, en se faisant avaler par Moby, la baleine à l'origine du naufrage du navire maya. Plus loin dans l'aventure, il prévient ses amis par morse que tout va bien et que son esprit a fusionné avec celui de Moby. Dans la version japonaise, il est avalé par un Léviathan et devient l'un d'entre eux.
- Flora

Flora est la fille du roi Edmond et de la reine Édith, qui se rebelle en aidant Paul à s'enfuir de prison, en lui envoyant Hamlet. Flora étant une princesse gâtée, elle fait de nombreux caprices, notamment en voulant prendre la bague de la reine inca momifiée ou en posant pour le peintre Edgar Degas. À force d'être sauvée par Paul, elle finit par accepter sa mauvaise nature et promet de faire des efforts. Elle reste avec Paul jusqu'à la fin de l'aventure, mue par des sentiments toujours grandissants. Dans la tour Pandémone, Flora fusionne avec lui à l'aide des statues Hexade pour combattre la comète, ce qui permet à Paul d'utiliser son attaque ultime, le Phénix.
- Lily

Lily est une fille pouvant se transformer en fleur, qui rencontre Paul dans les cachots du château de Cap Sud. Elle est la seule à savoir qu'il peut se transformer en Chrysaor et passe beaucoup de temps dans sa poche pour l'aider. Elle est originaire d'Itoryville, le village natal de la mère de Paul, où elle cache Basile et Lola, et est l'élève de Mentor. Lors de sa soirée d'anniversaire à Aquaville, elle s'enfuit quand Luc lui fait une déclaration d'amour, mais finit par avoir le courage d'avouer ses sentiments réciproques. Ils s'installent alors dans une maison d'Aquaville.
- Nico

Nico est un cousin de Paul qui décida de s'éloigner de sa famille. Inventeur génial, il emmène Paul à Nazca grâce à son avion et le sauve lorsque Célesto s'écroule. En revenant à Prospéra (sa ville d'origine), il retrouve ses parents et s'éloigne du groupe pour travailler avec eux. Lorsque Paul prouve que ses deux parents sont morts et que deux esprits ont pris leur place, il revient à la raison et prend la décision de reprendre les rênes de la ville, notamment pour chasser l'esclavage qui rendit sa famille prospère.
- Hamlet

Hamlet est le petit cochon de Flora. Il aide Paul à s'enfuir de la prison du roi Edmond et se sacrifie à Autochtoville, pour empêcher sa maîtresse de se faire manger par des villageois affamés. En mourant, le fantôme de Sandra apparaît pour donner une leçon aussi bien aux villageois qu'à la troupe.
- Roi Edmond et Reine Édith

Edmond est le père de Flora et le roi cruel de Cap Sud, qui cherche à tout prix à obtenir la bague azur que Paul devrait posséder. Il s'est remarié avec Édith, tout aussi diabolique que son mari, à la suite de la mort de la première reine, la mère de Flora. Flora raconte que ces évènements ont rendu le roi maléfique, mais qu'il était plus sympathique autrefois. Croyant que Paul tente de garder la bague azur pour lui, le roi Edmond l'envoie en prison, fait fouiller sa maison et le fait poursuivre par le Chacal.
- Basile et Lola

Basile et Lola sont les grands-parents de Paul qui l'ont accueilli chez eux après la mort de sa mère et la disparition de son père. Malgré tout, Basile ne désespère pas de retrouver un jour son fils en vie. Basile et Lola sont contraints de quitter Cap Sud pour Itoryville pour échapper au Chacal et donnent leur bénédiction à leur petit-fils pour accomplir sa quête.
- Le Chacal

Le Chacal est un assassin envoyé par le roi Edmond pour traquer Paul. Le Chacal le retrouve finalement dans la grande pyramide, où il prend Flora en otage. Paul le tue en activant des statues lançant des flammes.
- Sam le bijoutier

Sam le bijoutier est un personnage voyageant de ville en ville pour récupérer des Rubis de Feu. En échange, il offre des bonus, des techniques ou des objets à Paul. Après avoir reçu tous les rubis de feu, il transporte le héros dans un donjon facultatif, où il révèle être Long Arm, le premier boss de Soul Blazer et aussi le maître des esclavagistes, dont le pouvoir a été réparti dans les Rubis de Feu. Sam affirme à Paul avant de mourir qu'il est plus puissant que ne l'était Blazer.

## Système de jeu
Illusion of Time est un action-RPG, comportant des phases d'exploration et des combats en temps réel. Il contient trois personnages jouables, Paul, Chrysaor et Liquéfia, qui possèdent chacun leurs capacités propres, débloqués au fur et à mesure de l'aventure. Chrysaor est spécialisé dans le combat, infligeant plus de dommages et ayant plus de portée que Paul. Liquéfia est de loin le plus puissant et peut se liquéfier pour atteindre de nouveaux endroits, mais n'est disponible que très tard dans le jeu. Tout au long de l'aventure, le joueur doit changer fréquemment de personnage pour pouvoir avancer dans les donjons, certains passages requérant un personnage spécifique.
Le jeu est très linéaire et ne comporte ni argent, ni équipement, ni la possibilité de revisiter d'anciennes zones. Les monstres ne réapparaissent pas et ne donnent pas d'expérience. À la place, le joueur obtient un bonus permanent en attaque, défense ou en vie en tuant tous les monstres d'une nouvelle salle. Les ennemis donnent quand même des grenats, qui débloquent des continus pour poursuivre la partie directement lorsque le héros meurt, sans devoir reprendre à la dernière sauvegarde.
Dans les villes, Paul peut se promener et discuter avec les passants. Son inventaire est limité à 16 emplacements, dont les herbes, seul objet permettant de reprendre des vies et qui sont en nombre limité dans le jeu. Le joueur peut aussi trouver jusqu'à 50 rubis de feu, qui débloquent divers bonus en les échangeant à Sam le bijoutier.

## Développement
Le jeu devait initialement être Soul Blazer 2, et plusieurs idées et croquis ont été développés dans ce cadre. Cependant, l'éditeur Enix imposa aux développeurs de collaborer avec plusieurs célébrités (Moto Hagio, Mariko Ōhara et Yasuhiro Kawasaki) afin de pouvoir promouvoir le jeu plus facilement. Mariko Ōhara imagina l'histoire et l'univers du jeu. Tomoyoshi Miyazaki récupérera certaines idées du projet Soul Blazer 2 afin de les réaliser dans l'univers imaginé par Ōhara. Avant d'arriver à la mécanique de transformation en trois formes du jeu final, une idée considérée par l'équipe était une mécanique inspirée du roman Les Frères corses, où les personnages auraient été deux jumeaux, un garçon et une fille. Une mécanique de voyage dans le temps a également été envisagée.

## Différences de traduction
Illusion of Time a subi de nombreux changements de traduction, que ce soit entre la version japonaise et américaine, qu'entre la version américaine et française. Dans la version américaine, les références religieuses ont été supprimées et certains passages sont devenus moins choquants. Ainsi, les villageois d'Autochtoville sont à l'origine des cannibales et il est précisé que la statue Hexade du boss de Célesto est trouvée sur son cadavre. Ce boss est d'ailleurs modifié, étant un oiseau géant dans la version japonaise. L'école de Paul du début du jeu est censée être une église, avec une croix sur le toit à la place de la statue. À l'intérieur, l'enseignant faisant réciter à Paul un poème est en réalité un prêtre faisant réciter une prière. Dans la version japonaise, un Léviathan avale Jonas, qui devient plus tard l'un d'entre eux alors qu'il s'agit d'une baleine avec laquelle Jonas fusionne son esprit dans les autres versions.
La version française faite par Véronique Chantel s'appuie sur la version américaine en modifiant de nombreux noms, francisant ceux des personnages principaux (Paul, Luc, Eric, Nico) et ajoutant de nouvelles références qui n'étaient pas présentes. C'est le cas entre autres de Chrysaor, Nosferatu, Kafka, Moby et Edgar Degas. D'autres noms sont changés sans logique apparente, par exemple la tour de Babel devient la tour Pandémone, Shadow devient Liquéfia et les statues mystiques deviennent les statues Hexade en français. La version française est l'unique version européenne procédant à des changements de noms par rapport à la version américaine.

## Accueil
Illusion of Time reçoit d'assez bonnes critiques, totalisant une moyenne de notes de 80,17 % sur GameRankings sur la base de 9 critiques. Il a été encensé pour ses musiques et ses personnages, et critiqué pour sa facilité (notamment à cause du guide fourni avec), de sa linéarité et de son scénario pas toujours très consistant.
Quintet a annoncé avoir vendu 200 000 exemplaires d'Illusion of Time au Japon, 300 000 aux États-Unis et 150 000 en Europe.
Lors de rétrospectives, Nintendo Life lui octroie la note de huit sur dix, RPGamer la note de quatre sur cinq, et RPGFan la note de 80 %.

## Postérité
Il est généralement considéré comme le deuxième épisode de la trilogie constituée de Soul Blazer, Illusion of Time et Terranigma. Néanmoins, les jeux n'ont jamais utilisé le même nom de licence et n'ont pas de liens directs entre eux, bien qu'il existe des références dans Illusion of Time, comme le chien Turbo ou le boss de Soul Blazer, et dans Terranigma, où un développeur parle d'Illusion of Time 2.
Une préquelle en est le jeu Brightis, créé par l'entreprise Quintet et sorti sur PlayStation. Dans ce jeu, on incarne le père de Paul parti explorer la tour Pandémone (entre autres).
Il est désigné meilleur action-RPG de l'année 1994 par Diehard GameFan. Nintendo Power le place au  85e rang de son top 100 des meilleurs jeux vidéo en 1997 et au 186e rang de son top 200 des meilleurs jeux vidéo en 2006. Jeuxvideo.com le place en 2011 au 26e rang de son top 50 des meilleurs jeux de rôle de tous les temps. En 2017, IGN le place dans sa liste de neuf titres manquants dans la ludothèque de la Super NES Mini, et à la 87e place de son top 100 des meilleurs RPG de tous les temps en novembre 2018. En 2018, la version australienne de Kotaku le place dans sa liste de 20 RPG auxquels il faut jouer.
La bande sonore du jeu de Yasuhiro Kawasaki peut être remplacée par des réorchestrations de haute qualité des originaux grâce aux efforts de fans, qui ont compilé la bande-son de remplacement MSU-1 de plusieurs artistes.